# Johan Brännström
Johan Brännström, född 1964, är en svensk journalist, författare, manusförfattare och programledare.  
Brännström började sin mediakarriär som filmjournalist i mitten av 1980-talet i tidningar som Aftonbladet, Canal+ Magazine och Café. Han har varit programledare för filmprogrammet Popcorn i TV6 och var en av grundarna av filmdatabasen Filmdelta.se. Han var också kursledare för manusutbildningen Filmmanusskolan, som han startade 2005, och driver nu Filmmanuskurser Online. På 2010-talet har han i huvudsak varit verksam som  redigerare på TT Nyhetsbyrån.   
Brännström debuterade 2020 som författare med spänningsromanen ”Feber”, utgiven av Ordfront förlag, den första boken i en serie om Mikaela Sköld, reporter på Sveriges största nyhetsbyrå. Han har sedan dess skrivit tre böcker till i serien, "Röd signal" (2021), ”Ingen ska skonas” (2022) och ”Splitter” (2023). Han arbetar även sedan 2021 på Upsala nya tidning.

## Filmmanus (urval)
- 2000 - Sleepwalker
- Pathfinder (film) 2007 - ej krediterade i filmen, men två manusversioner för Phoenix Pictures i USA.[källa behövs]